# Dove agamen
Dove agamen (Cophotis) zijn een geslacht van hagedissen uit de familie agamen (Agamidae).

## Naam en indeling
De wetenschappelijke naam van de soort werd voor het eerst voorgesteld door Wilhelm Peters in 1861. Er zijn twee soorten, inclusief de pas in 2006 beschreven Cophotis dumbara. De Sumatraanse bergagame (Pseudocophotis sumatrana) werd vroeger ook tot dit geslacht gerekend.

## Levenswijze
Dove agamen zijn overdag actief en boombewonend. Ze lopen over de takken van lagere bomen en kunnen goed klimmen. De luchtvochtigheid is erg hoog in de streken waar de agamen voorkomen.Mannetjes bevechten elkaar, waarbij ze met de kop knikken en zwaaien met de staart om elkaar af te schrikken.
De ontwikkeling is vrij zeldzaam bij de agamen. Beide soorten zetten geen eieren af maar produceren levende jongen die direct zelfstandig zijn.

## Verspreiding en habitat
Beide soorten komen endemisch voor op Sri Lanka.
De habitat bestaat uit tropische en subtropische bossen. De soorten leven op enige hoogte boven zeeniveau; Cophotis dumbara wordt aangetroffen tussen 1000 en 1550 meter boven zeeniveau en de Ceylonese dove agame is alleen gevonden boven de 1700 meter. Er is enige tolerantie voor door de mens aangepaste delen van het bos, zo komt Cophotis dumbara ook voor in kardemomplantages.

### Beschermingsstatus
Door de internationale natuurbeschermingsorganisatie IUCN is aan één soort een beschermingsstatus toegewezen. Cophotis dumbara wordt als 'ernstig bedreigd' (Critically Endangered of CR) beschouwd.

## Soorten
Het geslacht omvat de volgende soorten, met de auteur en het verspreidingsgebied.
| Naam                                      | Auteur                                                                                   | Verspreidingsgebied |
| ----------------------------------------- | ---------------------------------------------------------------------------------------- | ------------------- |
| Ceylonese dove agame (Cophotis ceylanica) | Peters, 1861                                                                             | Sri Lanka           |
| Cophotis dumbara                          | Samarawickrama, Ranawana, Rajapaksha, Ananjeva, Orlov, Ranasinghe & Samarawickrama, 2006 | Sri Lanka           |